# Budy Strzegowskie
Budy Strzegowskie – osada w Polsce, w województwie mazowieckim, w powiecie mławskim, w gminie Strzegowo.
Do 2023 miejscowość była częścią wsi Augustowo.
W latach 1975–1998 Budy Strzegowskie administracyjnie należały do województwa ciechanowskiego.